# 小山書店
小山書店（おやましょてん）はかつて日本に存在した出版社。『チャタレイ夫人の恋人』を発行した出版社として知られている。

## 概要
1933年に小山久二郎が東京市小石川区諏訪町に創業する（のち麹町区富士見町に移転）。最初の出版物は野上弥生子『入学試験お伴の記』、ついで本多顕彰による翻訳本『ハムレット』『ロミオとジュリエット』を発行する。文学書を中心に『新風土記叢書』（太宰治の『津軽』はこの第七編として刊行されている）、『現代詩代表選集』など多くの良書を世に送り出している。また、小山は装幀に力を入れており、松江絣の模様を用いたり、三味線皮を用いたりなど非常に凝ったものにしている。1950年に発行した伊藤整訳『チャタレイ夫人の恋人』がわいせつ文書として告発され（チャタレー事件）、その影響で小山書店は倒産する。その後、小山書店新社を興すが、チャタレー事件の影響で生じた負債で長くは続かなかったようである。

## 主な出版物

### 単行本・文庫等
- 『入学試験お伴の記』野上弥生子
- 『ハムレット』（訳）本多顕彰
- 『ロミオとジュリエット』（訳）本多顕彰
- 『思想遠近』谷川徹三
- 『内部と外部』谷川徹三
- 『柿の種』寺田寅彦
- 『妖魔詩話』小泉八雲
- 『維納の殺人容疑者』佐藤春夫
- 『不安と再建』（訳）増田篤雄
- 『すみだ川』永井荷風
- 『往生要集』（校訂訳注）花山信勝
- 『橡の実』吉村冬彦（寺田寅彦）
- 『居候匆々』内田百閒
- 『随筆新雨』内田百閒
- 『北溟』内田百閒
- 『垣隣り』宮城道雄
- 『黄金蟲』小宮豊隆
- 『次郎物語』下村湖人
- 『舞台装置の研究』伊藤熹朔
- 『糞尿譚』火野葦平
- 『あらがね』間宮茂輔
- 『乗合馬車』中里恒子
- 『厚物咲』中山義秀
- 『鶏騒動』半田義之
- 『密猟者』寒川光太郎
- 『稚心』瀧井孝作
- 『縮図』徳田秋声
- 『巷塵抄』安倍能成
- 『能面論考』野上豊一郎
- 『読書と人生』三木清
- 『哲学以前』出隆
- 『チャタレイ夫人の恋人』（訳）伊藤整
- 『推理パズル』藤村幸三郎（生活百科刊行会から発行）
- 『太陽にかける橋』（著）グエン寺崎（訳）新田満里子（小山書店新社時代の出版物）

### 叢書・全集等
- 『世界大衆小説全集』（「失われた世界 豪勇ジェラール」、「世界の恋人」、「即興詩人」など）
- 『新風土記叢書』（大阪・宇野浩二、熊野路・佐藤春夫、佐渡・青野季吉、出雲・石見・田畑修一郎、日向・中村地平、明石・稲垣足穂、津軽・太宰治、秋田・伊藤永之介）
- 『日本小説代表作全集』（編）川端康成等
- 『現代詩代表選集』（編）日本文芸家協会
- 『安倍能成選集』
- 『芥川賞全集』
- 『美術入門叢書』
- 『私たちの生活百科事典』（編）城戸幡太郎（チャタレー事件の影響で、途中から生活百科刊行会が発行）